# Сармико
«Сармико» — советский рисованный мультипликационный фильм, созданный режиссёрами Ольгой Ходатаевой и Евгением Райковским в 1952 году.

## Награды
- 1952 — Премия за лучший анимационный фильм на VII МКФ в Карловых Варах (ЧССР).[1]

## Сюжет
Чукотский мальчик Сармико вернулся с охоты на моржа, и дед сказал ему, что слышал по радио о летящем к зимовщикам самолёте, и что на заливе лёд стал совсем плохой. Сармико на лыжах побежал встречать самолёт. А в это время лётчик уже прилетел и привёз для местной школы книги, краски и прочее. Самолёт встречали девочка Лена и её отец — зимовщик. Лена отправилась на олене  отвозить Сармико книгу. Она поехала через залив по льду, хотя обещала (даже давала честное пионерское) что ехать будет только берегом.  И поплатилась за это: лёд на заливе треснул. Мальчик успел на лыжах подъехать к Лене, и трещина отделила их от берега. Лена заплакала, но Сармико её успокоил, а потом посадил верхом на оленя (сам он сесть вместе с ней не мог, так как двоих олень не выдержал бы и они бы все утонули) и скомандовал ему везти девочку домой к отцу. Олень вместе с Леной пробрался вплавь через полынью, вылез на берег, но вскоре, обессилев, заснул. Заснула и девочка. Они начали замерзать, но тут их нашёл отец Лены, взял дочку на руки и отнёс домой. Очнувшись, Лена сообщила, что Сармико унесло на льдине в море. Зимовщик передал по радио, и на поиски мальчика выслали самолёт, пилот которого нашёл и спас Сармико. Вернувшись, мальчик нарисовал всё что с ним приключилось и показал рисунки ребятам в школе, когда рассказывал что было.

## Создатели
| сценарий                   | Ксения Шнейдер |
| постановка режиссёров      | Ольга Ходатаева, Евгений Райковский |
| художник-постановщик       | Пётр Носов |
| композитор                 | Анатолий Александров |
| операторы                  | Н. Соколова, Александр Астафьев |
| звукооператор              | Георгий Мартынюк |
| ассистент художника        | Т. Гусева |
| технический ассистент      | Елена Шилова |
| ассистент по монтажу       | В. Егорова |
| художники-мультипликаторы: | Владимир Арбеков, Роман Давыдов, Татьяна Таранович, Лидия Резцова, Фёдор Хитрук, Рената Миренкова, Владимир Данилевич, Михаил Ботов, Дмитрий Белов, Юрий Прытков |
| художники-декораторы:      | Ольга Геммерлинг, Галина Невзорова |

## Роли озвучивали
- Владимир Феоктистов, Надежда Уколова, Михаил Трояновский (дед Яхтыргын), Всеволод Санаев (радист), Сергей Столяров (лётчик).
- Актёры, озвучившие фильм, не указаны в титрах, но перечислены вместе со съёмочной группой в Приложении на с. 241 в книге «Фильмы-сказки. Сценарии рисованных фильмов» 1954 года.

## Озвучивание 2001 года
- Юльен Балмусов (Ихтыргын), Владимир Конкин (зимовщик), Виталий Ованесов (дядя Стёпа/голос диктора радиоточки), Ирина Маликова, Татьяна Канаева
- В 2001 году мультфильм был отреставрирован и заново переозвучен компаниями ООО «Студия АС» и ООО «Детский сеанс 1». В новой версии была полностью заменена фонограмма, к переозвучиванию привлечены современные актёры, в титрах заменены данные о звукорежиссёре и актёрах озвучивания. Переозвучка была крайне негативно воспринята как большинством телезрителей[3][4], так и членами профессионального сообщества[5][6]. Качество реставрации изображения также иногда подвергается критике.

## Видео
- В середине 1990-х годов мультфильм выпущен на видеокассетах в VHS-сборниках лучших советских мультфильмов Studio PRO Video и «Союз Видео» в системе PAL.
- Мультфильм выпускался на DVD в составе Сборника мультфильмов № 10 — «Сказки народов севера».
 В сборник вошли: «Сармико» (1952), «Таёжная сказка» (1951), «Сердце храбреца» (1951), «Песенка радости» (1946)[7].